# Rosanna Pansino
Rosanna Pansino née le 8 juin 1985 à Seattle, est une vidéaste culinaire sur YouTube.

## Biographie
Si elle s'est fait reconnaître en animant l'émission Nerdy Nummies, c'est comme actrice qu'elle commence sa carrière. En 2009, elle participe à la seconde saison de Scream Queens, une émission de téléréalité dont l'enjeu est un rôle dans un film de la franchise Saw, elle sera éliminée en deuxième semaine. Elle a joué le rôle de petits rôles de cheerleader, notamment dans les séries Glee en 2010 et Les Experts en 2011. En 2013, elle participe aux 13 épisodes de la série animée Broken Quest,, dans le rôle de Violet.
L'année 2015 voit une diversification certaine de ses activités.
Elle étend son domaine d'activité à la chanson avec la sortie le 14 février de Perfect Together et à l'édition avec un livre de pâtisserie inspiré par son émission The Nerdy Nummies Cookbook, entré directement en cinquième position dans le classement des best sellers du New York Times dans la catégorie Advice, How-To & Miscellaneous.
Elle signe deux partenariats, le premier avec Wilton, une entreprise spécialisée dans le cake decorating, pour créer une série d'une douzaine de vidéos sponsorisées par la marque et disponible sur leur chaine, et le second avec Wayfair pour participer au premier épisode de leur nouvelle web série intitulée Overhaul consacrée à la décoration intérieure.
Elle apparait dans le clip de Dawin (en), dont la chanson Dessert (en) est disque de platine en Australie et disque d'or en Nouvelle-Zélande.
Elle est l'hôte de deux émissions spéciales enregistrées pour la chaine Cooking Channel à l'occasion d'halloween et des fêtes de fin d'année.

## YouTube
Rosanna se lance sur YouTube encouragée par des amis youtubeurs professionnels et pour être plus à l'aise face à la caméra. Ayant hérité de la passion pour la pâtisserie de sa grand-mère et après avoir constaté qu'il n'existait aucune émission de pâtisserie geek, elle décide de créer la sienne.
En 2013, elle rejoint la Kin Community (en), un réseau multichaîne orienté vers la communauté féminine.
En 2014, elle est choisie pour participer à la première campagne de publicité de YouTube, aux côtés de Michelle Phan et Bethany Mota. Des affiches apparaissent dans le métro de New York, puis des mini spots sont diffusés à la télévision le 13 avril sur MTV et AMC.

### Nerdy Nummies
Nerdy Nummies est sa chaîne sur YouTube. Elle y propose depuis 2011 des tutoriels de pâtisseries customisées sur des thèmes variés : films, séries télévisées, jeux vidéo, ainsi que des challenges (en), recevant parfois des invités tels que Neil deGrasse Tyson, Lindsey Stirling, Grace Helbig (en) ou d'autres youtubeurs comme Rhett and Link ou Kurt Hugo Schneider.
À fin novembre 2015, avec ses 5 038 712 abonnés et ses 1 103 479 510 vues, sa chaine se classe 151e au rang mondial des youtubeurs.

## Récompenses
| Année | Organisme                   | Récompense                                                | Résultat   |
| ----- | --------------------------- | --------------------------------------------------------- | ---------- |
| 2014  | Screenchart! Channel Awards | Best Contemporary Style Channel {formerly Best Lifestyle} | Nomination |
| 2014  | Screenchart! Channel Awards | Best Female Personality                                   | Nomination |
| 2014  | Streamy Awards              | Food and Cuisine                                          | Nomination |
| 2014  | Streamy Awards              | Show of The Year                                          | Nomination |
| 2015  | Screenchart! Channel Awards | Best Female Channel                                       | Lauréat    |
| 2015  | Screenchart! Channel Awards | Best Special Class Channel                                | Lauréat    |
| 2015  | Screenchart! Channel Awards | Best Female Personality                                   | Nomination |
| 2015  | Streamy Awards              | Food                                                      | Nomination |